# Mark Morton
Mark Duane Morton (Richmond (Virginia), 25 november 1972) is de sologitarist van de Amerikaanse metalband Lamb of God.

## Voor Lamb of God
Morton groeide op in de buurt van Williamsburg, Virginia. De eerste band waar hij in speelde was Axis, hier speelde hij slaggitaar. Toentertijd speelde ook Ryan Lake (bekend van Alabama Thunderpussy) in deze band. De band werd lokaal populair en in 1988 wonnen ze een lokale bandwedstrijd, genaamd Stockwood.

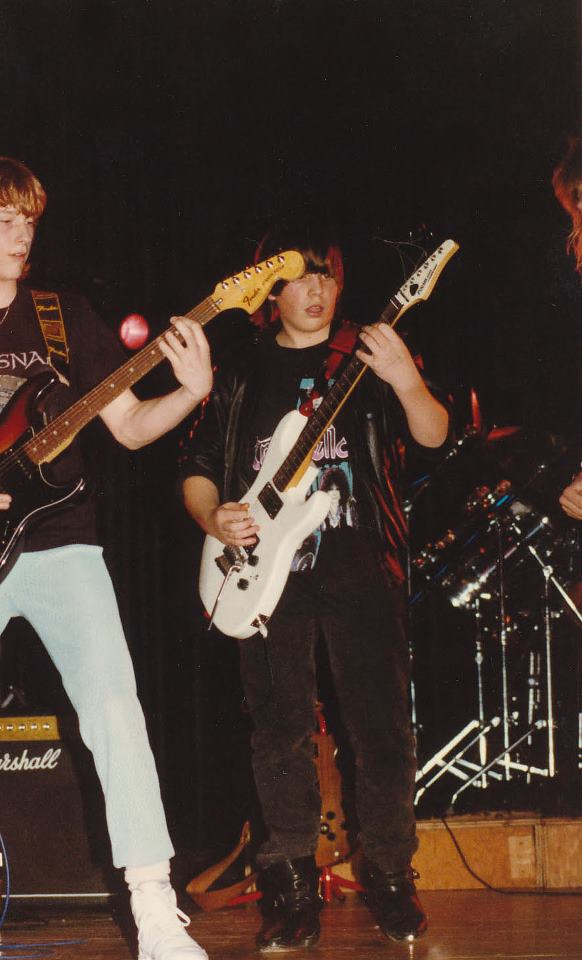
Morton in Axis, maart 1988, winnend optreden op Stockwood. Ryan Lake staat links. Foto door: Michelle Spalding

## Biografie
Mark Morton, Chris Adler en John Campbell leerden elkaar in 1990 kennen op Virginia Commonwealth University, waar ze op dezelfde verdieping leefden. Een paar jaar later vormden ze samen een band genaamd "Burn the Priest". Morton verliet de band kort daarna om zijn master diploma in Chicago te behalen. Vervolgens sloten gitarist Abe Spear en zanger Randy Blythe zich aan bij de band. Een paar jaar later (in 1997) kwam Morton terug bij de band en brachten ze een volwaardig album uit, genaamd "Burn the Priest". Op de credits van het album New American Gospel werd hij genoemd als "Duane".
Morton gebruikt vaak pentatonische- en harmonische toonladders in mineur en heeft een blues-achtige stijl. In Lamb of God componeert en speelt hij vrijwel alle gitaarsolo's en is hij verantwoordelijk voor de zware, groovy stukken.

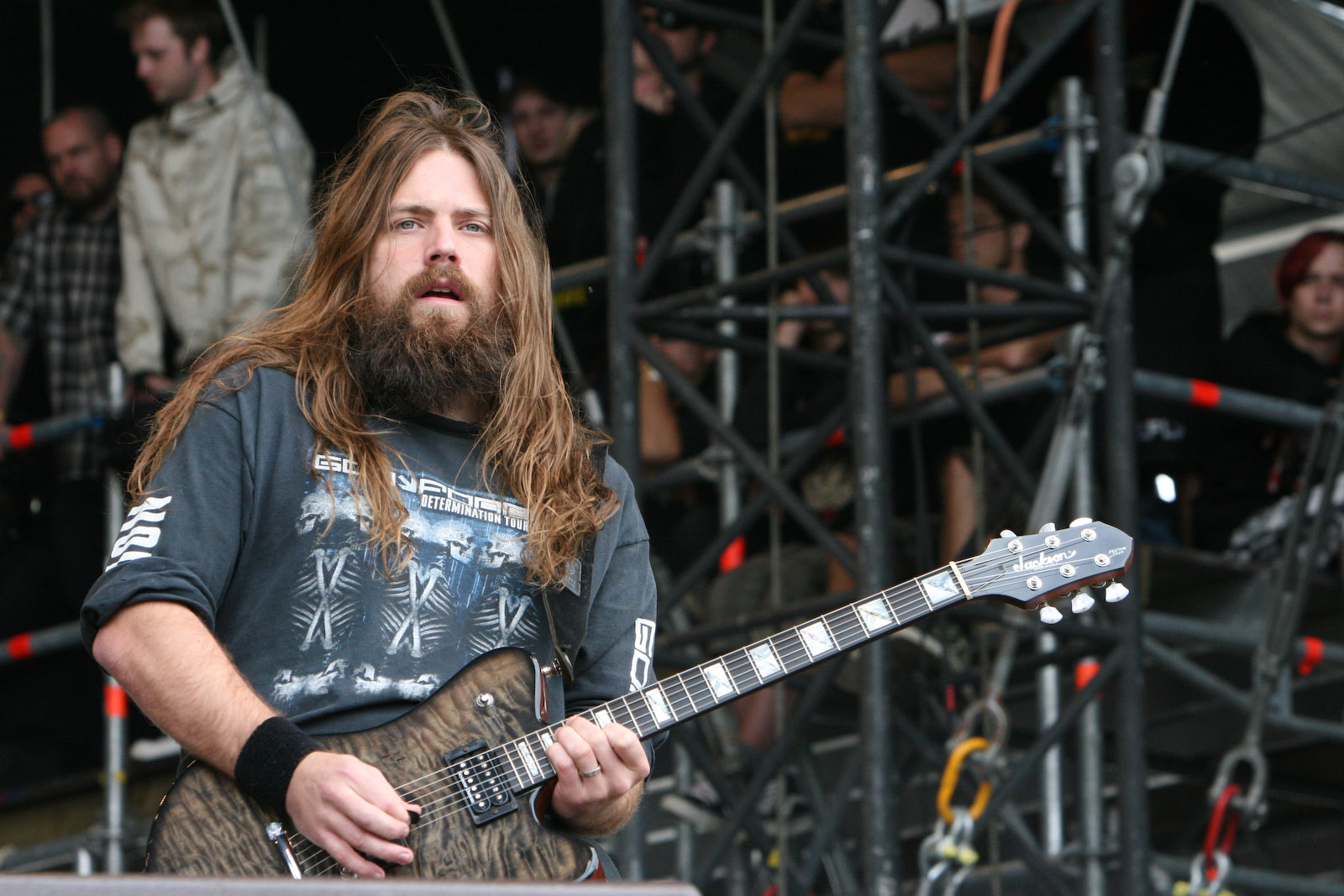
Gitarist Mark Morton op het Download Festival in 2007.

Morton's live uitrusting bestaat voornamelijk uit verschillende Jackson gitaren, waaronder een Rhoads model en een Swee-Tone archtop (beide te zien in de Killadelphia DVD) en zijn eigen signature model, de Jackson Dominion met GHS Boomer snaren 10-46 omlaag gestemd naar drop-D, een Seymour Duncan '59 element bij de brug en een Duncan Jazz element bij de hals. De Jackson Dominion modellen gebruikt hij het vaakst.
Morton staat bekend voor het schrijven van sommige onconventionele Lamb of God nummers. Dit zijn onder andere: "Descending", "Vigil", en "Remorse Is for the Dead". Morton heeft ook een aantal traditionelere Lamb of God-nummers geschreven zoals "Now You've Got Something to Die For", "Redneck" en "Walk With Me in Hell".
In maart 2012, heeft Morton met Dez Fafara van DevilDriver samengewerkt aan een project genaamd "Born of the Storm".  Twee nummers zijn onder die naam uitgebracht: 'Nowhere Fast' en 'Dust'. In deze nummers verschillen Dez's vocalen van zijn karakteristieke DevilDriver zang en heeft Mark een origineler, eigen geluid met bluesachtige rock riff's.
Op donderdag 19 juli 2012, bracht Morton zijn eigen nummer uit genaamd 'To Make Sure'. Hij kondigde de uitgave aan via zijn Facebookpagina.

## Apparatuur

### Gitaren
- Jackson Mark Morton Dominion[3]
- Jackson RR5 (Zelden gebruikt sinds de Signature modellen van Jackson. Gebruikt in het nummer "Ruin")
- Jackson King V (Alleen gebruikt bij de New American Gospel opnames)
- Jackson USA Custom Shop Swee-Tone
- Jackson Warrior
- Jackson Soloist (Gebruikt bij de No Fear Energy Tour)
- Jackson Adrian Smith San Dimas DK (Gebruikt bij de No Fear Energy Tour)
- Gibson Les Paul Standard Gold
- Framus Renegade Pro (Zonder halselement)
- Framus Camarillo Custom
- Jackson RR24
- JAW Custom Les Paul Style
- Jackson Soloist custom (Aanvankelijk voor Joe Duplantier (Gojira) gebouwd. Te zien in de Desolation muziekvideo)

### Versterkers en kabinetten
- Mesa Boogie Mark IV versterker
- Mesa Boogie Royal Atlantic
- Mesa Boogie  4x12 kabinetten (x9) (2 aangesloten)
- Marshallversterkers Hot-Rodded head (alleen op Wrath gebruikt)
- Marshall versterkers 4x12 kabinetten (alleen op Wrath gebruikt)
- Orange Amplification 4x12 kabinetten (alleen op Wrath gebruikt)
- Mesa Boogie Mark V versterker
- Mesa Boogie Triple Rectifier (In 2008 toegevoegd)

### Accessoires
- Dimarzio Dominion en Breed elementen
- Verscheidene Seymour Duncan-modellen waarvan de Duncan SH-1 '59 set prominent
- Sennheiser Draadloos systeem
- Boss TU-2 Chromatic Tuner
- Boss NS-2 Noise Gate
- Dunlop Crybaby Wylde Wah
- Dunlop Crybaby Rack
- MXR EVH Phase 90
- Dunlop Crybaby JC95 Jerry Cantrell Wah
- MXR Kerry King 10 Band EQ
- MXR Carbon Copy Delay
- Way Huge Green Rhino Overdrive
- Rocktron Hush Super C
- DBX 266xl Compressor/Gate
- GHS Boomer 10-48 snaren
- 1.14 mm Dunlop Tortex plectra

## Discografie

### Met Burn the Priest
- Burn the Priest (1999, Legion Records)

### Met Lamb of God
- New American Gospel (2000, Prosthetic Records)
- As the Palaces Burn (2003, Prosthetic Records)
- Ashes of the Wake (2004, Epic Records)
- Killadelphia (2005, Epic Records)
- Sacrament (2006, Epic Records)
- Wrath (2009, Roadrunner Records/Epic Records)
- Resolution (2012, Roadrunner Records/Epic Records)
- VII: Sturm und Drang (2015, Epic Records/Nuclear Blast Records)

Solo

#### Studio album
- Anesthetic (2019, Spinefarm Records)

#### EP
- Ether (2020, Rise Records)